# Manasota Key
Manasota Key – jednostka osadnicza w Stanach Zjednoczonych, w stanie Floryda, w hrabstwie Charlotte, nad Zatoką Meksykańską.